# 왕혼

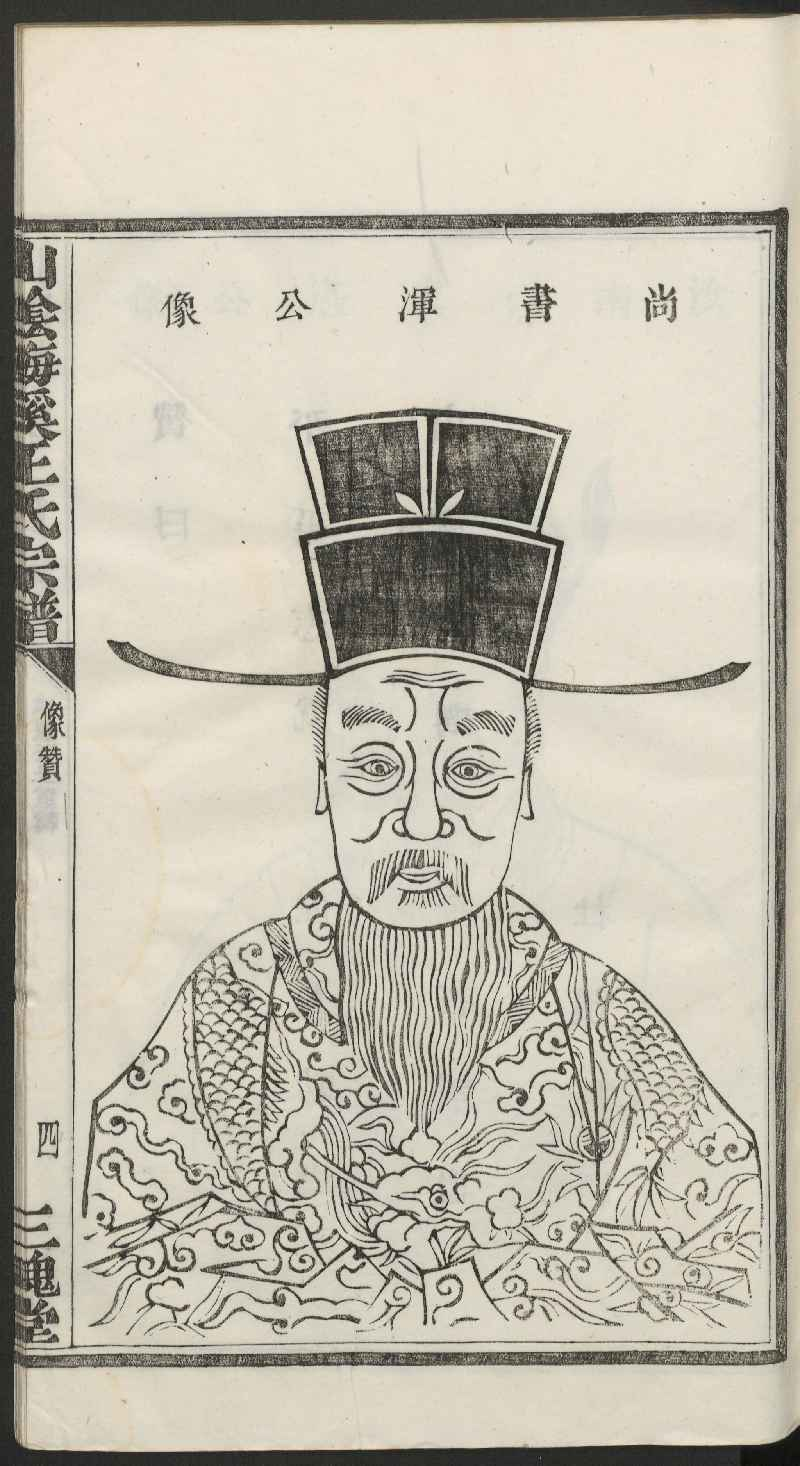
왕혼

왕혼(王渾, 223년 ~ 297년)은 중국 삼국시대 ~ 서진의 장수로 자는 현충(玄沖)이며, 병주 태원군 사람이다.

## 오나라 정벌
중국 삼국시대 말기 오나라의 폭군 손호(孫皓)는 술사(術士) 상광(尙廣)이 <경자(庚子)년(280년)에 푸른 일산이 덮인 수레를 타고 낙양(洛陽)으로 들어가게 될 것>이라고 예언한 것을 믿고 진나라 공격에 힘을 쏟았다.
278년 환성(晥城)에 주둔한 오군이 진나라를 공격하려고 하자, 당시 도독양주제군사(都督揚州諸軍事)였던 왕혼은 양주자사 응작(應綽)으로 하여금 공격하게 하여 오군 5천 명을 베고 오나라의 전선 6백여 척을 깨뜨리는 전과를 올렸다. 그래도 손호가 진나라를 공격하려 들자 군사들에게 경계를 게을리하지 않도록 했다.
279년 왕준(王濬)과 두예(杜預)가 사마염에게 글을 올려 오나라를 정벌할 것을 주장한 것이 받아들여져 대대적인 정벌군이 편성되었다. 당시 안동장군(安東將軍)이었던 왕혼은 강서(江西)쪽을 공격하게 되었다. 280년 정벌이 시작되자 오나라에서는 승상 장제(張悌)와 심영(沈瑩), 제갈정(諸葛靚) 등을 보내어 왕혼의 군사를 요격하게 하였다. 왕혼은 이들을 격파하여 장제와 심영을 죽이고 오군 7천 8백을 베었다. 다른 전선의 장수들도 오군을 격파하였고 왕준이 석두성(石頭城)에 들어가 손호를 붙잡아 낙양으로 보냄으로써 중국은 다시 통일을 이루었다.

## 왕준 모함
정벌 중 사마염은 왕준에게 건평(建平)에서는 두예의 통제를 받고, 건업(建業)에 이르러서는 왕혼의 통제를 받게 하였다. 그러나 두예는 오나라를 치기 좋은 때를 놓칠 수 없다 여기고 왕준이 자신의 통제를 받지 않고 건업으로 진군하도록 배려했다.
왕준이 오군을 연달아 격파하고 건업 근처에 이르자, 왕혼은 왕준에게 사람을 보내 자신과 함께 건업으로 진군하자고 통보하려 했다. 왕혼의 부하인 주준(周浚)과 하운(何惲)은 왕준이 진군하게 놔두는 것이 좋다고 여기고 왕혼에게 간언했으나, 왕혼은 듣지 않고 자신의 뜻을 왕준에게 알렸다. 그러나 이때 순풍이 불어 전선을 타고 진격하기 좋았기 때문에 왕준은 그대로 나아가 건업을 점령하였다.
왕준이 손호를 붙잡고 제일가는 공을 세우게 되자, 왕혼은 분노와 질투로 인해 왕준을 공격하려 했다. 왕준은 왕혼을 달래기 위해 낙양으로 보내던 손호를 왕혼의 진영을 거쳐서 가도록 하여 진나라 군사끼리 싸우는 일을 멈추게 할 수 있었다. 그러나 왕혼은 주준의 말을 듣지 않고 조정에 왕준을 모함하는 글을 올렸다.
왕혼의 아들 왕제(王濟)는 사마염의 딸 상산공주(常山公主)의 남편이었기에 조정에서는 왕혼의 글에 이의를 제기하는 사람이 없었고, 사마염도 왕혼의 말을 그대로 받아들이고 왕준을 책망하기도 했다. 왕준이 거듭 해명하여 의혹을 풀 수 있었으나 사마염 앞에서도 감정을 숨기지 못할 정도로 마음고생을 심하게 했으며, 논공행상에서도 공에 알맞은 상을 받지 못했다. 다른 신하들이 이의 부당함을 탄원하는 글을 올린 덕에 진군대장군(鎭軍大將軍)에 임명되었으나, 왕준은 왕혼을 몹시 꺼려 왕혼이 찾아왔을 때 경계를 삼엄히 하고 만날 정도였다. 한편 왕혼 자신은 논공행상으로 인해 기존의 식읍에 8천 호를 보태고 경릉후(京陵侯)의 작위가 경릉공(公)으로 올라가게 되었다. 이후 정동장군(征東將軍)에 임명되었다.

## 사마유 옹호
중국이 통일된 후 사마염의 후계자를 누구로 정할지 문제가 되었는데, 이미 태자 사마충(司馬衷)이 있었으나 제왕(齊王) 사마유(司馬攸)가 현명하고 덕망이 높아 명성이 높아졌다. 때문에 장화(張華)는 사마유를 후계자로 삼을 것을 청했다가 사마염의 눈밖에 나 모함을 받고 외직으로 쫓겨나기도 했다.
282년 순욱(荀勖)과 풍담(馮紞) 등은 사마염에게 제후들 중에 사마유만이 낙양에 머물고 있으므로 봉지(封地)로 보내야 한다고 주장했다. 이를 받아들인 사마염은 사마유를 대사마(大司馬) 겸 도독청주제군사(都督靑州諸軍事)로 임명하여 산동 지역으로 내보내려 했다. 왕혼은 이에 반대하고 사마유를 태자태보(太子太保)로 삼아 조정을 보좌하게 할 것을 청했으나 받아들여지지 않았다. 왕혼의 아들 왕제가 상산공주와 함께 사마염을 찾아가 사마유를 위해 간절히 호소했으나 사마염의 노여움만 사 국자좨주(國子祭酒)로 강등되었다.
이 때문에 사마유는 결국 병이 들어 얼마 가지 못하고 죽었다.
285년 상서좌복야(尙書左僕射)에 임명되었으며, 290년에는 사도(司徒)가 되었고, 297년 죽었다. 279년에 사마유가 남흉노의 왕자로서 인질로 와 있던 유연(劉淵)을 제거해야 한다고 아뢰자 왕혼은 의혹만으로 사람을 죽이는 것은 옳지 못하다면서 이를 반대했다. 사마염은 왕혼의 의견을 받아들였으나, 결국 유연은 한(漢)나라(훗날의 전조)를 세우고 낙양을 공격하여 진나라가 장강 남쪽으로 쫓겨가게 만들었기 때문에 왕혼은 본의 아니게 진나라의 우환거리를 키우는 데 도움을 주게 되었다.

## 《삼국지연의》에서의 왕혼
왕준이 상소를 올려 오나라를 정벌해야 한다고 하자, 당시 시중(侍中)이었던 왕혼은 당장 오나라를 치지 말고 오군을 피로하게 한 다음에 공격할 것을 주장한다. 그러나 두예와 장화가 사마염의 마음을 움직여 정벌이 결정되었다. 정벌이 시작되었을 때 왕혼의 벼슬은 안동장군이 아닌 정동장군으로 나온다.